# Prîdnipreanske, Kremenciuk
Prîdnipreanske (în ucraineană Придніпрянське) este un sat în comuna Potokî din raionul Kremenciuk, regiunea Poltava, Ucraina.

## Demografie
Componența lingvistică a localității Prîdnipreanske
     Ucraineană (93,61%)
     Rusă (6,39%)
Conform recensământului din 2001, majoritatea populației localității Prîdnipreanske era vorbitoare de ucraineană (93,61%), existând în minoritate și vorbitori de rusă (6,39%).